# Judy Wakhungu
Judi Wangalwa Wakhungu là một chính trị gia, giáo sư và nhà ngoại giao người Kenyan, được Tổng thống Uhuru Kenyatta bổ nhiệm làm Đại sứ tại Pháp vào ngày 26 tháng 1 năm 2018. Ngay trước khi đảm nhiệm vị trí này, bà giữ chức Bộ trưởng Nội vụ cho các cơ quan Phát triển Môi trường và Khu vực từ ngày 25 tháng 4 năm 2013 cho đến ngày 17 tháng 1 năm 2018.

## Đầu đời và giáo dục
Giáo sư Judy Wakhungu là con gái của cựu Phó Tổng thống Kenya, Moody Awori. Cô nhận được bằng Cử nhân Khoa học về địa chất tại Đại học St. Lawrence ở New York năm 1983. Cô cũng có bằng Thạc sĩ Khoa học về địa chất dầu khí từ Đại học Acadia ở Nova Scotia, Canada năm 1986. Bằng Tiến sĩ Triết học của cô về quản lý tài nguyên năng lượng được lấy từ Đại học Pennsylvania năm 1993.